# Шатобернар
Шатоберна́р (фр. Châteaubernard) — коммуна во Франции, находится в регионе Пуату — Шаранта. Департамент — Шаранта. Входит в состав кантона Коньяк-Сюд. Округ коммуны — Коньяк.
Код INSEE коммуны — 16089.

## География
Коммуна расположена приблизительно в 410 км к юго-западу от Парижа, в 115 км юго-западнее Пуатье, в 37 км к западу от Ангулема.
Вдоль северо-восточной границы коммуны протекает река Шаранта.

## Население
Население коммуны на 2008 год составляло 3899 человек.
| 1962 | 1968 | 1975 | 1982 | 1990 | 1999 | 2008 |
| ---- | ---- | ---- | ---- | ---- | ---- | ---- |
| 3459 | 3486 | 3852 | 3957 | 3769 | 3536 | 3899 |

## Климат
Климат океанический. Ближайшая метеостанция находится в городе Коньяк.
| Показатель                        | Янв. | Фев. | Март | Апр. | Май  | Июнь | Июль | Авг. | Сен. | Окт. | Нояб. | Дек. | Год   |
| --------------------------------- | ---- | ---- | ---- | ---- | ---- | ---- | ---- | ---- | ---- | ---- | ----- | ---- | ----- |
| Средний суточный максимум, °C     | 8,7  | 10,5 | 13,1 | 15,9 | 19,5 | 23,1 | 26,1 | 25,4 | 23,1 | 18,5 | 12,4  | 9,2  | 17,7  |
| Средняя температура, °C           | 5,4  | 6,7  | 8,5  | 11,1 | 14,4 | 17,8 | 20,2 | 19,7 | 17,6 | 13,7 | 8,6   | 5,9  | 12,5  |
| Средний суточный минимум, °C      | 2,0  | 2,8  | 3,8  | 6,2  | 9,4  | 12,4 | 14,4 | 14,0 | 12,1 | 8,9  | 4,7   | 2,6  | 7,8   |
| Норма осадков, мм                 | 80,4 | 67,3 | 65,9 | 68,3 | 71,6 | 46,6 | 45,1 | 50,2 | 59,2 | 68,6 | 79,8  | 80,0 | 783,6 |
| Источник: Relevé météo des Cognac |      |      |      |      |      |      |      |      |      |      |       |      |       |

## Администрация
| Период | Период | Фамилия             | Партия                   | Примечания |
| ------ | ------ | ------------------- | ------------------------ | ---------- |
| 2001   | 2008   | Жан-Клод Фейемандье | Разные левые             |            |
| 2008   | 2014   | Даниель Буайе       | Демократическое движение | врач       |

## Экономика
В 2007 году среди 2437 человек в трудоспособном возрасте (15—64 лет) 1630 были экономически активными, 807 — неактивными (показатель активности — 66,9 %, в 1999 году было 69,6 %). Из 1630 активных работали 1460 человек (783 мужчины и 677 женщин), безработных было 170 (62 мужчины и 108 женщин). Среди 807 неактивных 207 человек были учениками или студентами, 350 — пенсионерами, 250 были неактивными по другим причинам.

## Достопримечательности
- Приходская церковь командорства Шатобернар XII века и часовня Сен-Жан XV века
- Дольмен

## Города-побратимы
- Дурбах (Германия, с 1993)[8]
- Оньяте (Испания, с 1999)[9]

## Фотогалерея
- Часовня Сен-Жан
- Авиабаза 709 Коньяк-Шатобернар
- Завод Saint-Gobain
- Дольмен